# Gerbillus pusillus
Gerbillus pusillus és una espècie de mamífer rosegador de la família dels múrids. Viu a Etiòpia, Kenya, Somàlia, el Sudan del Sud i Tanzània. Els seus hàbitats naturals són les planes rocoses i els herbassars oberts. És una espècie en risc mínim, és a dir, no sembla que hi hagi cap amenaça significativa per a la seva supervivència. El seu nom específic, pusillus, significa ‘minúscul’ en llatí i es refereix a la seva petita mida.

## Ecoregió
L'hàbitat de G. pusillus està inclòs en l'ecoregió Boscs septentrionals d'arbusts i matolls d'Acacia-Commiphora.